# 10838 Lebon
10838 Lebon è un asteroide della fascia principale. Scoperto nel 1994, presenta un'orbita caratterizzata da un semiasse maggiore pari a 2,6394712 UA e da un'eccentricità di 0,1671575, inclinata di 12,82165° rispetto all'eclittica.